# Matthias Miersch
Matthias Miersch (sinh ngày 19 tháng 12 năm 1968 tại Hannover) là một luật sư và chính khách người Đức của Đảng Dân chủ Xã hội (SPD), từng là Thành viên của Quốc hội Đức từ năm 2005. Khu vực bầu cử của ông 42 bao gồm một phần của khu vực Hannover. Ông tập trung vào chính sách môi trường.
Từ năm 2013, Miersch đã là thành viên của ban điều hành của đảng dưới sự chủ trì liên tiếp Sigmar Gabriel (2013-2017), Martin Schulz (2017-2018), Andrea Nahles (2018-2019) và Rolf Mützenich (từ năm 2019).

## Đời tư
Miersch đã kết hôn với người bạn đời của mình.